# Грос Милцов
Грос Милцов (њем. Groß Miltzow) општина је у њемачкој савезној држави Мекленбург-Западна Померанија. Једно је од 53 општинска средишта округа Мекленбург-Штрелиц. Према процјени из 2010. у општини је живјело 1.210 становника. Посједује регионалну шифру (AGS) 13055083.

## Географски и демографски подаци
Грос Милцов се налази у савезној држави Мекленбург-Западна Померанија у округу Мекленбург-Штрелиц. Општина се налази на надморској висини од 90 метара. Површина општине износи 48,5 km². У самом мјесту је, према процјени из 2010. године, живјело 1.210 становника. Просјечна густина становништва износи 25 становника/km².